# 1260.
◄ | 12. stoljeće | 13. stoljeće | 14. stoljeće | ►
◄ | 1230-ih | 1240-ih | 1250-ih | 1260-ih | 1270-ih | 1280-ih | 1290-ih | ►
◄◄ | ◄ | 1257. | 1258. | 1259. | 1260. | 1261. | 1262. | 1263. | ► | ►►
Arhitektura • Astronomija • Glazba • Knjige • Književnost • Kršćanstvo • Medicina • Pravo • Promet • Znanost
1260. (MCCLX), pedeset i deveta godina XIII. stoljeća, prijestupna godina. Započela je u četvrtak, a završila u petak, prema Julijanskom kalendaru.

## Događaji
- 5. svibnja - Kublaj-kan priznat za kana Mongolskog Carstva.
- 12. srpnja - Pobjedom u Bitci kod Kressenbrunna Otakar II. osvojio Štajersku, dotad u posjedu Bele IV.
- 13. srpnja - Livonski križarski rat: U Bitci kod Durbe Samogiti i Kurovi pod zastavom Velike Litavske Kneževine premoćno pobijedili članove Livonskog reda. Shodno tome, Estonci na  Saaremai podižu bunu protiv Livonaca.
- 20. rujna - Drugi Pruski ustanak protiv Teutonaca.
- 24. listopada - Posvećena Katedrala u Chartresu, u prisutnosti francuskog kralja Luja IX.
- Hrvatsko kraljevstvo odlukom Bele IV. podijeljeno na dva područja pod upravom bana, Hrvatsku na jugu i Slavoniju na sjeveru, i zajedničkom upravom hrvatsko-ugarskog kralja.
- Saska kneževina podijeljena na Donju Sasku (Saska-Lauenburg) i Sasku-Wittenberg, označivši tako kraj prve saske države.

## Rođenja
- Šimun Todijski
- Maksim Planud, bizantski matematičar, teolog i latinist

## Smrti
- 28. travnja - Lucio Modestini
- svibanj ili srpanj - Marija Brabanstka, supruga Otona IV.

## Vanjske poveznice
|  | Zajednički poslužitelj ima još gradiva o temi 1260. |